# فرودگاه اودناداتا
فرودگاه اودناداتا (به انگلیسی: Oodnadatta Airport) یک فرودگاه با کد یاتا ODD است . این فرودگاه در کشور استرالیا قرار دارد و در ارتفاع ۱۱۸ متری از سطح دریا واقع شده است.